# Ben van Dael
Ben van Dael (Swalmen, 3 maart 1965) is een Nederlands voetbaltrainer.
Van Dael werkte van 1999 tot en met 2015 als jeugd- en assistent-trainer bij VVV-Venlo. Hij werd op 7 december 2015 aangesteld als hoofdtrainer van Fortuna Sittard, waar hij Peter van Vossen opvolgde. Hij tekende een contract tot het einde van het seizoen 2015/16, waarin hij met de club als zestiende in de Eerste divisie eindigde. Van Dael verlengde in juni 2016 zijn contract bij Fortuna Sittard tot medio 2019. Op 17 december 2016 werd zijn contract ontbonden vanwege slechte resultaten. In het seizoen 2017/2018 is hij jeugdtrainer van Vitesse onder 19. Medio 2018 werd hij hoofd jeugdopleidingen bij de Poolse club Zagłębie Lubin. Op 23 oktober werd hij assistent van hoofdtrainer Mariusz Lewandowski. Een week later werd Lewandowski ontslagen en werd Van Dael ad-interim hoofdtrainer. Op 31 augustus 2019 werd Van Dael ontslagen en keerde ook niet terug in zijn oude functie. Per januari 2021 trad Van Dael aan als technisch directeur bij SV Straelen dat uitkomt in de Regionalliga West. Na een half jaar hield hij het daar weer voor gezien.